# Fadia d'Égypte
Princesse Fadia d'Égypte (en arabe : الأميرة فادية أميرة مصر), née le 15 décembre 1943 au palais d'Abedin au Caire et morte le 28 décembre 2002 à Pully, est la plus jeune fille du roi Farouk d'Égypte et de sa première épouse, la reine Farida d'Égypte.

## Biographie
Fadia d'Égypte naît le 15 décembre 1943 au Caire, en Égypte. Alors qu'elle n'a que neuf ans, le trône de son père est renversé. 
À la suite du renversement de son père pendant la Révolution égyptienne de 1952, la famille de Fadia d'Égypte vit en Italie pendant deux ans. Par la suite, elle et ses sœurs sont envoyées en Suisse dans un pensionnat. Là-bas, Fadia se consacre à l'étude de la peinture, et devient une cavalière accomplie. 
Elle rencontre Pierre Orloff (né le 13 décembre 1938), géologue et descendant de la famille royale russe, au bureau d'enregistrement de Kensington, à Londres,. Elle l'épouse le 17 février 1965. À la suite du mariage, il se convertit à l'islam, prenant le nom de Sa'id Orloff. Le couple a deux fils, Mikhail-Shamel, né le 2 septembre 1966 et Alexander-Ali, né le 30 juillet 1969.
Pendant cette période, la princesse exerce comme traductrice pour l'Office national suisse du tourisme, maîtrisant parfaitement le français, l'arabe, l'anglais, l'italien et l'espagnol.
Elle meurt d'une attaque cérébrale le 28 décembre 2002 à Pully. Elle est enterrée dans la mosquée Al-Rifa'i au Caire, en Égypte. 